# Лукман
Лукма́н, также Локман (араб. لقمان‎; XI век до н. э.), — древний мудрец («хеким»), почитаемый в исламе как праведник. Именем Лукмана названа 31-я сура Корана, состоящая из 34 аятов и ниспосланная в Мекке после суры «Саффат». Согласно Корану, Лукман был мудрецом, постигшим бытие единого Бога. 

## Жизнеописание
О происхождении Лукмана достоверных сведений не имеется. Одни предания говорят, что он был эфиопским рабом, освобождённым своим хозяином израильтянином. В других говорится, что он был плотником из Судана (Омдурмана) и портным.

## В Коране
В 31-й суре Корана говорится о том, что Аллах даровал Лукману мудрость. В своих наставлениях сыну, он завещал верить во всемогущего Аллаха и не придавать ему сотоварищей, молиться, побуждать к совершению благого, удерживать от греховного, терпеть превратности судьбы, не быть гордым и хвастливым. Лукман также завещал сыну быть скромным даже в походке и в речи, ибо «ведь самый неприятный из голосов — конечно, голос осла».
Толкователи Корана часто идентифицировали Лукмана с библейским Валаамом. Некоторые относили его к пророкам, но большинство считало его праведником (салихом). В исламской литературе с именем Лукмана связано много мудрых изречений и поговорок. Они восходят к различным древневосточным источникам, среди которых изречения вавилонского мудреца Ахикара. В позднее средневековье Лукмана отождествляли с Эзопом, считая его автором басен и описывая его как безобразного чёрного раба.
Исламское предание относит Лукмана к адитам и называет его Лукман ибн Ад. Во время страшной засухи он вместе со своими соплеменниками отправился в Мекку просить ниспослания дождя, но вместо этого стал молить Аллаха о долгой жизни. Аллах даровал ему жизнь, равную жизни семи орлов, каждый из которых рождался после смерти предыдущего. Таким образом Лукман стал долгожителем (му’аммар), пережил гибель адитов и построил Марибскую плотину. Ему приписывают введение многих арабских обычаев.
По одной из версий, Лукман жил во времена пророка Давуда, встречался с ним, учился у него. Он настолько хорошо владел различными аспектами религии, что Давуд назначил его судьёй.
Аравийские легенды о Лукмане значительно богаче коранического рассказа и мало с ними связаны. Легенды находят себе мало прямых параллелей за пределами Аравии, но вместе с тем их часто упоминали доисламские арабские поэты.
Коранические заповеди Лукмана содержат перечисленные в чётком порядке некоторые основные заветы ислама: догматические (единственность и всемогущество Аллаха), ритуальные (молитва), морально-этические и бытовые. Мусульманин, стремящийся к идеалу, обязан соблюдать заветы Лукмана.

## В культуре
К образу Лукмана (Луқмон) обращается Алишер Навои. Для него это мудрец, который оставил славу мира и поселился на руинах, чтобы довольствоваться малым. Образ мудреца Лукмана также фигурирует в различных народных преданиях, в частности афганских.